# Myrcianthes sessilis
Myrcianthes sessilis är en myrtenväxtart som beskrevs av Mcvaugh. Myrcianthes sessilis ingår i släktet Myrcianthes och familjen myrtenväxter. Inga underarter finns listade i Catalogue of Life.